# Цеста (община Добреполе)
Вижте пояснителната страница за други значения на Цеста.
Цеста (на словенски: Cesta) е село в Словения, регион Средна Словения, община Добреполе. Според Националната статистическа служба на Република Словения през 2015 г. селото има 283 жители.